# Abu-Nasr Mustawfí
Abu-Nasr Mustawfí al-Isfahaní Aziz-ad-Din Àhmad ibn Àhmad ibn Muhàmmad ibn Abd-Al·lah (1079/1080-1133) fou un funcionari de la cort dels seljúcides a Iraq.
Va servir al sultà Muhammad ibn Màlik-Xah (1105-1118) com a ajudant del cap de finances Kamal-al-Mulk as-Sumayramí que després fou visir del sultà Mahmud ibn Muhàmmad (1118-1131) amb Abu-Nasr com a segon; va formar aliança amb Qiwam-ad-Din Abu-l-Qàssim ad-Darghaziní, el canceller de la cort, al que va salvar quan as-Somayramí planejava la seva execució.
Quan el visir fou assassinat (1121/1122) va passar al servei del nou visir Xams-al-Mulk Uthman ibn Nidham-al-Mulk, al que en una conspiració va aconseguir assassinar ajudat per ad-Darghaziní (no és clar quin dels dos va suggerir al sultà l'execució del visir, però en tot cas devien actuar d'acord). Abu-Nasr va refusar ocupar el càrrec de visir i va suggerir a ad-Darghaziní, que va ser un mal visir amb violències i suborns.
Va negociar la sortida del seu aliat del càrrec i va contribuir al nomenament al seu lloc d'Anuixirwan ibn Khàlid, però aquest era poc enèrgic i al cap d'un any ad-Darghaziní va tornar al poder com a visir. El 1131 ad-Darghaziní, ja enemistat amb Abu-Nasr, va convèncer el sultà per la seva detenció, i fou empresonat a Takrit. Mort Mahmud i col·locat al tron Toghrul Beg pel sultà Sanjar, ad-Darghaziní va esdevenir visir dels dos sultans i va utilitzar les ordes en blanc signades que aquest li havia deixat per ordenar la mort d'Abu Nasr el 1132/1133.